# 高島節男
高島 節男（たかしま せつお、1915年5月5日-1994年10月17日  ）は、日本の官僚、経営者。通商産業省重工業局長、経済企画事務次官、三井金属鉱業社長を務めた。福岡県出身。父親は高島基江。

## 来歴・人物
1940年に東京帝国大学法学部法律学科を卒業し、同年に商工省に入省。通商産業省、経済企画庁での勤務を経て、1969年12月に退官。1971年6月に三井金属鉱業顧問に就任し、1972年5月に常務、1974年6月に専務を経て、1977年6月に副社長に就任し、1979年6月には社長に昇格した。1984年6月に会長に就任し、1987年6月に取締役相談役を経て、1989年6月から相談役を務めた。
1988年4月に勲一等瑞宝章を受章した。
1994年10月17日肺炎のため死去、79歳没。